# Schwerter des Königs – Die letzte Mission
Schwerter des Königs – Die letzte Mission (Originaltitel: In the Name of the King 3: The Last Mission) ist ein Fantasy-Abenteuerfilm aus dem Jahr 2014 von Regisseur Uwe Boll mit Dominic Purcell in der Hauptrolle. Der Film basiert auf dem Computerspiel Dungeon Siege. Die Produktion ist die Fortsetzung von Schwerter des Königs – Zwei Welten (2011).

## Inhalt
Der erfolgreiche Profikiller Hazen Kaine will in den Ruhestand gehen. Hazen hat jedoch zuvor noch einen letzten Auftrag erhalten: Er soll die beiden Töchter einer europäischen Königsfamilie entführen. Eine dieser Töchter besitzt eine magische Halskette, durch die Kaine in eine mittelalterliche Welt gerät. Dort muss er ein Dorf gegen einen gefährlichen Drachen verteidigen und den Usurpator Tervin bekämpfen, der den Drachen kontrolliert. Nachdem Kaine Tervin getötet hat, kehrt er in seine Zeit zurück, doch der Drache folgt ihm. Kaine will nun die entführten Töchter befreien und muss sowohl gegen den Drachen als auch seine Auftraggeber kämpfen. Es gelingt ihm, die Töchter zu ihrer Familie zurückzubringen.

## Rezeption
„[…] Weiterer Aufguss einer Reihe von Computerspieladaptionen, die aus dem Zeitreise-Motiv keine originellen Impulse gewinnt und sich mit wenig überzeugenden Spezialeffekten, hüftsteifen Schwertkämpfen und unfreiwillig komischen Dialogen jeder Wirkung raubt.“